# 산티보 알라 사피엔차 성당

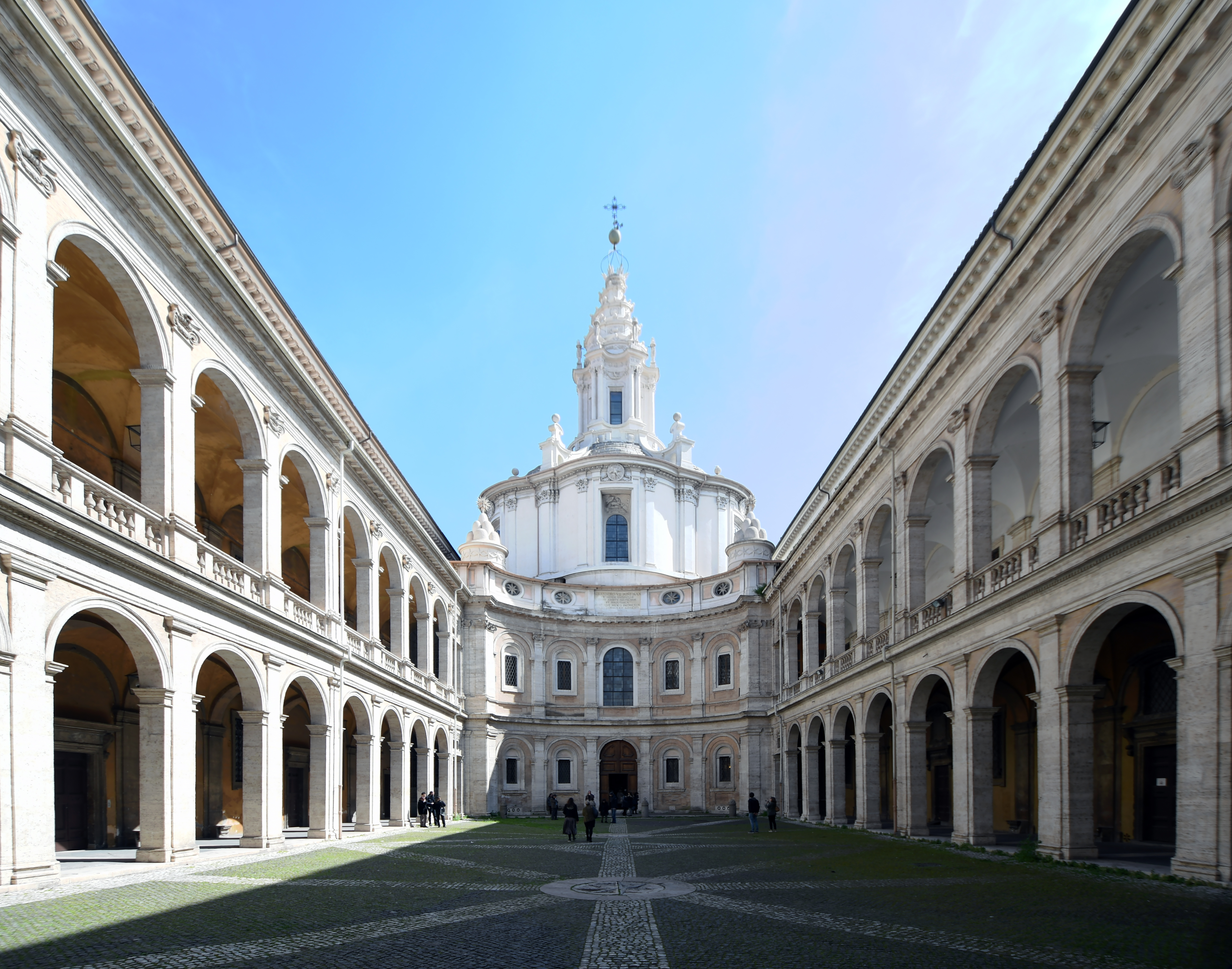
산티보 알라 사피엔차 성당

산티보 알라 사피엔차 성당(이탈리아어: Chiesa di Sant'Ivo alla Sapienza)은 이탈리아 로마에 있는 가톨릭 성당이다. 프란체스코 보로미니가 1642~1660년에 지은 이 성당은 로마 바로크 건축의 걸작으로 널리 알려져 있다.
성당은 Corso del Rinascimento 40번지의 안뜰 뒤쪽에 위치하고 있으며 이 단지는 현재 로마 국립 기록 보관소로 사용되고 있다.